# Lisa Watson
Lisa Watson (Islas Malvinas, 1969) es la editora del periódico Penguin News. Con anterioridad a este cargo, el diario estuvo subvencionado por el gobierno. Aumentó los ingresos publicitarios para hacer que el periódico sea financieramente independiente y eliminar la posibilidad de que el gobierno controlara el contenido de las noticias.

## Primeros años
Lisa Watson nació en 1969 en las Islas Malvinas. Creció con sus padres en una granja cerca de la Bahía de la Anunciación. Debido a que su granja era remota, cuando Watson y sus hermanos Paul y Ben estaban en la escuela vivían con su abuela en Puerto Argentino/Stanley.  Al final de la guerra, la inversión militar británica y la presencia en la isla, recibió una beca para estudiar en Gran Bretaña. Watson fue una de las primeras estudiantes en aprovechar la beca y estudió literatura inglesa en la Universidad de Bangor en Gales[cita requerida]. Regresó a las Malvinas al terminar sus estudios. Lisa tiene un hijo, Jacob David Riddell, nacido en 1993.causó controversia internacional por la razón de que el periódico propiedad del gobierno kelper llamó a la presidenta argentina Cristina Fernández de Kirchner con el calificativo de bitc.lo que causó repudio incluso entre diarios británicos 

## Carrera
Inicialmente, a su regreso a las islas, Watson tomó un trabajo como gerente de la oficina de una compañía de pesca. Cuando el editor asistente de Penguin News renunció a su trabajo, en 1999, su jefe se convirtió en el jefe del departamento de turismo y Watson fue promovida a editora del periódico. El periódico se sostenía conos subsidios del gobierno para operar el periódico podría dar la apariencia de que el contenido del periódico podría estar influenciado, Watson elevó los ingresos publicitarios para garantizar que el periódico fuera financieramente independiente.
En 2012 publicó el libro Waking up to War (Despertar a la Guerra).
En 2017, su caballo, Storm Chaser, ganó la Copa del Gobernador en la reunión de la carrera Stanley Day Association Boxing Day. Ganó las cinco carreras en las que se inscribió{{cr]].

### Citas
1. 1 2  Harvey, 2012.
2. 1 2 3  Tyzack, 2012.
3. 1 2  Arce, 2012.
4. ↑  Judd, 2012.
5. ↑  Carlin, 2013.
6. 1 2  De Caria, 2016.
7. ↑  «Falkland Islands newspaper calls Cristina Fernández de Kirchner a bit» (en inglés). The Guardian. Consultado el 3 de febrero de 2012.
8. ↑  «Penguin News calls President Cristina Kirchner “bitc”» (en inglés). m24digital.com. 8 de febrero de 2012. Archivado desde el original el 21 de abril de 2012. Consultado el 7 de junio de 2012.